# Habitat Sky
Habitat Sky, chiamato anche Hotel Melia Barcelona Sky, è un grattacielo progettato da Dominique Perrault con sede a Barcellona, in Spagna. L'edificio è alto 116 metri e ha 31 piani e 258 camere. È il quarto edificio più alto di Barcellona dopo la Torre Mapfre, Hotel Arts e la Torre Agbar.
L'edificio si trova all'incrocio tra l'Avinguda Diagonal e Carrer de Pere IV, nel distretto di El Poblenou.